# Спомен-парк Краљевачки октобар
Спомен-парк „Краљевачки октобар“ (познат и под именом Спомен-парк „14. октобар“) је посвећен стрељаним грађанима Краљева од стране Вермахта од 15. до 20. октобра 1941. године.

## Масакр у Краљеву
После стварања велике ослобођене територије у централној Србији, познат под називом Ужичка република, команда Вермахта покренула је офанзиву с циљем уништења слободне територије и антифашистичког покрета отпора. У циљу гушења устанка, издата је наредба да се за једног убијеног немачког војника стреља сто особа. Немачка војска је 4. октобра у локомотивску халу у кругу Железничке радионице у Краљеву позатварала њене запосленике. Пошто су следили константни напади партизанско-четничких снага, немачка команда је започела с извршењем наредбе „сто за једног“ убијеног, односно 50 за једног рањеног Немца.
Стрељања су почела 15. октобра, након што је у граду уведено ванредно стање, и трајала до 20. октобра. Вишегодишњим истраживањима утврђено је да је у октобру 1941. године живот изгубило минимум 2255 становника Краљева, од чега је за 2194 њих лагер утврђен као место смрти. За преосталу 61 жртву није било могуће поуздано утврдити место смрти, јер су Немци стрељали и људе у околним селима. Од тога, било је најмање 106 особе млађе од 18 година, 29 жена и најмање 1910 особа старих између 18 и 55 година.

## Првобитни изглед Гробља стрељаних 1941.
Прве жртва стрељања су биле покопане у ров ископан 15. октобра, а када је он био попуњен ископани су нови. Четири рова која се спајају под правим углом формирала су тзв. четвртасту гробницу. Два дана касније, 17. октобра, плугом који су вукла два пара коња преорана је четвртаста парцела, чиме је био одређен простор за другу гробницу, која је касније названа дугачка гробница. У овој гробници је био сахрањен и један број устаника и грађана који су страдали током борби за Краљево у ноћи између 14. и 15. октобра. Након окончања рата овде су сахрањени и посмртни остаци 18 жена које су биле стрељане као таоци 16. октобра и које су првобитно биле сахрањене код локомотивске хале. Источно од дугачке гробнице након рата је било формирано и Партизанско гробље, које чине: хумке погинулих првобораца, хумке попинских првобораца и алеја умрлих првобораца. Након 1968. године није било сахрањивања на овом месту.
Непосредно након стрељања немачке власти настојале су да спрече окупљања на месту стрељања. Међутим, већ у октобру 1942. године родбина је уз дозволу окупационих власти и мајора Димела излазила на гробове и подизала крстове са уписаним именима ближњих. У почетку је гробље било обележено крстовима са именима и годинама стрељаних, а неретко је на крстовима био исписан још неки податак о жртвама. Касније је око хумки била подигнута дрвена ограда и засађено цвеће. Након рата у средишту четвртасте гробнице била је уцртана петокрака.
Дана 30. новембра 1944. године партизанске јединице које су дан раније ослободиле Краљево положиле су венце на гробове стрељаних, у присуству родбине жртава. Наредних година полагање венаца је почињало поласком колоне са централног градског трга, уз звуке Лењиновог посмртног марша. Улица којом се колона кретала је преименована у Улицу октобарских жртава. Неко од истакнутих чланова партије би увек одржао говор, а ти говори су врло често коришћени и како би се скренула пажња на актуелне политичке прилике. Свештеници су до почетка педесетих година држали помене-парастосе на гробљу, али је потом тај обред био истиснут. Опела и Часни крст су враћени 1992. године.
На подизању трајног обележја на месту где су биле сахрањене жртве стрељања почело се радити убрзо по окончању рата. Већ 1947. године био је формиран Одбор за подизање спомен-костурнице жртвама масовног стрељања у Краљеву од 14. до 22. 10. 1941. године. Крајем четрдесетих и почетком педесетих година, у време преуређења гробља, дрвени крстови су уклоњени, хумке су ограђене оградом од камених стубова и кованих ланаца, а у средини хумки су била подигнута обележја са мермерним плочама. На обележју у четвртастој гробници била је уклесана петокрака, а у његовој близини је остао један већи крст од дрвета. Поред тога, године 1959. недалеко од Гробља стрељаних, у парку код железничке станице, био је подигнут Споменик отпора и победе посвећен борби и жртвама Краљева.

## Спомен-парк
Скупштина општине Краљево је на комеморативној седници 14. октобра 1963. године донела одлуку о изградњи Спомен-парка. Било је замишљено да Спомен-парк представља једну целину, у чијем ће центру бити Споменик отпора и победе и Гробље стрељаних. Једно од идејних решења је дао и Богдан Богдановић. Почетак радова је био предвиђен за 1964. годину. У ово време донета је и одлука да се измени и сам начин обележавања сећања на жртве. Тако је настала идеја о Октобарским свечаностима, које су биле вишедневне и обухватале су академије, концерте, изложбе и бројне друге културне и спортске манифестације. Централну свечаност је сваке године организовала друга југословенска република, што је било правдано различитим етничким пореклом талаца. Саставни део свечаности је било и уручивање Повеље против насиља и рата - за мир у свету.
Због недостатка материјалних средстава изградња Спомен-парка није текла по плану. Године 1966. основан је (по други пут) Фонд за изградњу Спомен-парка у Краљеву, одлуком Скупштине општине. Фонд је 1966. године покренуо часопис Октобар, а десет година касније и часопис Краљевачки октобар, у ком су интерпретирани подаци и документа о стрељању. Овим фондом, који је постојао до 1993. управљали су директор и управни одбор. Поред Краљева, фонд су финансирали и сви градови из којих су жртве стрељања водиле порекло. Велики допринос су давале и породице и родбина стрељаних. Да би се олакшао прилаз гробљу, 1969. године изграђен је мост (пасарела), који је преко железничке пруге повезивао гробље и Улицу октобарских жртава. Фабрика вагона је 1977. бесплатно преуредила путнички вагон који је смештен на колосеку у Спомен-парку.
Конкурс за идејно решење Спомен-парка био је расписан јуна 1970. године и трајао је до децембра. Право учешћа су имала сва физичка и правна лица са територије СФРЈ која су била квалификована за ову делатност. Прва награда је износила 70.000 динара, друга 50.000 и трећа 30.000. Међу условима конкурса било је наведено да хумке страдалих не треба померати и да треба подићи плато на ком би се окупили грађани приликом комеморације. Споменик би требало да изражава братство и јединство народа Југославије, као и непоколебљивост читавог краја током ратних борби. На расписаном конкурсу прву награду су освојили архитекте Спасоје Крунић и Драгутин Ковачевић. Рад на изградњи Спомен-парка је почео 1971. године. Централни део гробља чине хумке стрељаних родољуба и Алеје партизана. Хумке су оивичене мермерним елементима које симболишу дрвеће различитог старосног доба пресечено у расту. На њима се налазе и нише за паљење свећа. Оивичене су црвеном калдрмом, која симболизује крв разливену из рака након што су немачки војници прешли тенковима преко лешева како би што више људи сахранили у гробнице. Дуж улазне стазе (Алеје партизана) постројени су споменици истог материјала, али другачијег облика, који симболишу борце краљевачког партизанског одреда Јово Курсула и четвртог краљевачког батаљона Прве пролетерске бригаде. Пројекат капеле и ограде Спасоје Крунић је представио у Народном музеју Краљево 2006. године, у оквиру обележавања годишњице Масакра у Краљеву. Меморијални комплекс није завршен услед недостатка средстава. Од пројектом предвиђених ставки изграђени су амфитеатар и уређене су гробнице, а изградња капеле је у току. Недостају мањи театар (издвојена летња сцена) и цео јужни насип који је требало да постепено уводи у цео простор стратишта.
За сталну поставку музеја који је требало изградити у оквиру овог комплекса била је припремљена колекција уметничких дела под називом Југословенски сликари за Спомен-парк у Краљеву. Збирка је настала крајем шездесетих и почетком седамдесетих година. Преко 110 уметника из целе Југославије је поклонило своје радове, а међу њима су и: Миодраг Б. Протић, Љубица Сокић, Максим Седеј, Отон Полок, Миха Малеш, Божидар Јакац, Воја Станић, Лукатели Антон, Бранко Шотра, Драгослав Стојановић Сип, Момчило Антоновић и многи други. Радови су првобитно били послати за изложбу којом би се обележило 3 деценије стрељања, чија је тема била Против насиља и рата - за мир у свету. Међутим, због квалитета и броја послатих радова одлучено је да они буду изложени у музеју у оквиру Спомен-парка. Како музеј није никада био изграђен, ови радови су били смештени у Скупштини општине Краљево, као и друштвеним организацијама на територији града. Године 1994. већина дела је смештена у Народни музеј Краљево, али су нека дела неповратно нестала.

## Галерија
- Војници НОВЈ-а полажу венце на гробове стрељаних 30. новембра 1944. године, дан након ослобођења Краљева
- Позив на петогодишњи помен стрељаним жртвама
- Плакат за Октобарске свечаности којима је 1971. године обележено три деценије од стрељања
- Тито полаже венац на гробове стрељаних 1973. године
- Спомен парк 1974. године
- Алеја партизана у Спомен парку
- Амфитеатар у Спомен парку
- Плакат за октобарске свечаности 1990. године
- Капела у оквиру Спомен парка